# Tanjung Sirih
Tanjung Sirih is een bestuurslaag in het regentschap Lahat van de provincie Zuid-Sumatra, Indonesië. Tanjung Sirih telt 874 inwoners (volkstelling 2010).